# 渚のすべて/BOYS OF ETERNITY
「渚のすべて／BOYS OF ETERNITY」（なぎさのすべて／ボーイズ・オフ・エタニティ）は、日本のシンガーソングライターである杉山清貴の楽曲。
「渚のすべて (Morning Moon, Rising Sun)」（なぎさのすべて モーニングムーン・ライジングサン）は、ダイドードリンコ「スポエネ」のイメージソング、「BOYS OF ETERNITY (永遠の少年達)」（ボーイズ・オフ・エタニティ えいえんのしょうねんたち）は、OVA『湘南爆走族4 ハリケーン・ライダーズ』の主題歌として使用され、1988年4月21日にVAPのEmbarkレーベルから7枚目のシングルとして両A面でリリースされた。
表題曲は、ライブ・アルバム『the warm front, long sight』（1988年）にライブバージョンとして収録された。「渚のすべて (Morning Moon, Rising Sun)」のオリジナルバージョンは、ベスト・アルバム『greatest hits.』（1991年）、「BOYS OF ETERNITY (永遠の少年達)」は、ベスト・アルバム『Best Selection』（1992年）にて、それぞれ初収録となった。

## リリース
1988年7月6日にVAPのEmbarkレーベルから、7インチレコードとCT、8cmCDの3形態でリリースされた。

## チャート成績
オリコンチャート上において、3位を記録した。

## 収録曲
| 全作曲: 杉山清貴、全編曲: 芳野藤丸。 |                                           |            |            |      |
| #                                    | タイトル                                  | 作詞       | 作曲・編曲 | 時間 |
| 1.                                   | 「渚のすべて (Morning Moon, Rising Sun)」 | 康珍化     | 杉山清貴   | 4:43 |
| 2.                                   | 「BOYS OF ETERNITY (永遠の少年達)」       | 青木久美子 | 杉山清貴   | 4:17 |
| 合計時間:                            | 合計時間:                                 | 合計時間:  | 9:00       |      |

| 全作曲: 杉山清貴、全編曲: 芳野藤丸。 |                                                                 |           |            |      |
| #                                    | タイトル                                                        | 作詞      | 作曲・編曲 | 時間 |
| 1.                                   | 「渚のすべて (Morning Moon, Rising Sun)」                       | 康珍化    | 杉山清貴   | 4:43 |
| 2.                                   | 「渚のすべて (Morning Moon, Rising Sun)」(オリジナル・カラオケ) |           | 杉山清貴   | 4:43 |
| 合計時間:                            | 合計時間:                                                       | 合計時間: | 9:26       |      |

| 全作曲: 杉山清貴、全編曲: 芳野藤丸。 |                                                           |            |            |      |
| #                                    | タイトル                                                  | 作詞       | 作曲・編曲 | 時間 |
| 1.                                   | 「BOYS OF ETERNITY (永遠の少年達)」                       | 青木久美子 | 杉山清貴   | 4:17 |
| 2.                                   | 「BOYS OF ETERNITY (永遠の少年達)」(オリジナル・カラオケ) |            | 杉山清貴   | 4:17 |
| 合計時間:                            | 合計時間:                                                 | 合計時間:  | 8:34       |      |

## リリース履歴
| No. | 日付         | レーベル     | 規格            | 規格品番 | 備考 |
| --- | ------------ | ------------ | --------------- | -------- | ---- |
| 1   | 1988年7月6日 | VAP / Embark | 7インチレコード | 10305-07 |      |
| 1   | 1988年7月6日 | VAP / Embark | CT              | 40305-10 |      |
| 1   | 1988年7月6日 | VAP / Embark | 8cmCD           | 20305-10 |      |

## タイアップ
| # | 曲名                                      | タイアップ                                      | 出典  |
| - | ----------------------------------------- | ----------------------------------------------- | ----- |
| 1 | 「渚のすべて (Morning Moon, Rising Sun)」 | ダイドー スポエネ イメージソング                | [ 1 ] |
| 2 | 「BOYS OF ETERNITY (永遠の少年達)」       | OVA『湘南爆走族4 ハリケーン・ライダーズ』主題歌 | [ 3 ] |